# Heråtjärnet
Heråtjärnet är en sjö i Dals-Eds kommun i Dalsland och ingår i Örekilsälvens huvudavrinningsområde. Heråtjärnet ligger i Trestickla-Boksjön Natura 2000-område.